# ملينكي
ملينكي (بالروسية: Меленки) هي إحدى مدن روسيا في الكيان الفدرالي الروسي فلاديمير أوبلاست.